# Tage Henriksen
Tage Henriksen, né le 8 avril 1925 à Roskilde (Danemark) et mort le 13 mai 2016, est un rameur danois qui a remporté la médaille d'or en aviron aux Jeux olympiques de 1948 à Londres.